# Guerra de independencia de Ucrania
En la guerra de independencia de Ucrania o guerra soviético-ucraniana lucharon distintas facciones tras la Revolución de Octubre de 1917, y transcurre parte de la Primera Guerra Mundial, al que se añade el colapso del Imperio austrohúngaro y el Imperio ruso. La debacle de estos imperios tiene un gran efecto sobre el movimiento nacional ucraniano, surgiendo en el corto período de cuatro años, diferentes gobiernos y de diverso signo. Este periodo se caracteriza por el optimismo y la construcción nacional, aunque también por el caos y la guerra civil. Finaliza en 1921, con el territorio de la actual Ucrania dividido entre la Ucrania Soviética (RSS de Ucrania fue una república constituyente de la Unión Soviética) y la Segunda República Polaca, aunque con pequeñas regiones en Bielorrusia, Checoslovaquia y Rumanía.
Después de la abdicación del Zar Nicolás II, los líderes de la sociedad ucraniana en Kiev rápidamente organizan la Rada Central Ucraniana (Ukraínska Tsentralna Rada), encabezada por Myjailo Hrushevsky. Tuvo la aprobación inicial del Gobierno Provisional Ruso en Petrogrado (San Petersburgo), pero luego surgieron discrepancias. En la Rada Central cooperaron diversas fuerzas, la mayoría rusas, los diputados de los soviets de trabajadores y soldados formados en Ucrania (por parte de los mencheviques y bolcheviques), y rápidamente tuvo el apoyo de los miembros del Ejército Rojo en Ucrania. El 23 de junio de 1917, la Rada Central promulga la Primera Universal, declarando la autonomía ucraniana dentro de una Rusia federada, que fue apoyada de forma entusiasta por el Primer Congreso Panucraniano Campesino el 28 de junio.
Poco después de la insurrección soviética bolchevique de principios de noviembre ocurrida en Petrogrado (conocida como Revolución de octubre por la diferencia de calendarios), la Rada Central Ucraniana proclama la Tercera Universal el 20 de noviembre de 1917, declarando la República Popular Ucraniana en Kiev. Inicialmente, la República Popular Ucraniana se proclamó autónoma pero favorable a una federación con la República Rusa. Los bolcheviques ucranianos convocan el Congreso Panucraniano de los Sóviets, celebrada en Kiev el 17 de diciembre, con la esperanza de ganarse el apoyo de los soviets en toda Ucrania. Encontrándose ellos mismos como una pequeña minoría dentro de un congreso con 2.500 delegados, unos 100 delgados bolcheviques junto a algunos otros, dejan el congreso para reunirse en un Congreso de representantes locales en Járkov, renombrándose como Congreso Panucraniano de los Soviets de Trabajadores, Soldados y Campesinos, y declaran la República Popular Ucraniana de los Sóviets el 25 de diciembre de 1917 como parte federada de la Rusia Soviética.
Las relaciones entre la República Popular Ucraniana y la República Popular Ucraniana de los Sóviets, que en diciembre de 1919 se convertiría en la República Socialista Soviética de Ucrania, rápidamente se deterioran, desembocando en una guerra abierta, teniendo los bolcheviques el apoyo del Ejército Rojo ruso. La República Soviética de Ucrania brevemente pierde la ciudad de Kiev en manos de los bolcheviques, pero luego la retoman y mantienen el control sobre buena parte de Ucrania, mientras los bolcheviques son obligados a reubicar su gobierno en Taganrog (actual Rusia), en el mar de Azov. Con la alianza entre bolcheviques y anarquistas del Ejército Negro, retoman buena parte del territorio ucraniano, aprovechando que la República Soviética de Ucrania está luchando en otras batallas en el oeste.
El 19 de octubre de 1918,  en Leópolis se proclama la República Popular Ucraniana Occidental. El 22 de enero de 1919, firma con la República Popular Ucraniana el Acta de Unificación de Ucrania, que luego será desplazada por el Hetmanato de Pavló Skoropadski apoyado por los alemanes. Skoropadski se vio forzado a retirarse con los alemanes, restaurándose la República Popular Ucraniana bajo el Directorio de Ucrania. El 9 de febrero de 1918, fue firmado el Tratado de Brest-Litovsk entre los representantes de los Imperios Centrales y los de la Rada Central Ucraniana, el cual precedió en casi un mes al que firmaron aquellos con el Gobierno ruso de Lenin (Sovnarkom). Al rendirse los alemanes en noviembre de 1918, Ucrania recobró su independencia, pero de nuevo tuvo que enfrentarse a las pretensiones de la Rusia Soviética y también de la recién formada Segunda República Polaca, que intentó anexionar Galitzia oriental de la República Popular Ucraniana Occidental, que se había unificado con la República Popular Ucraniana el 22 de enero de 1919. 
La unión de ambas repúblicas ucranianas se produjo exactamente al año de la aprobación de la Cuarta Proclama Universal por la Rada Central Ucraniana que declaraba la independencia total de la República Popular Ucraniana de la República Rusa. En el Oeste, las fuerzas galicianas luchan por su independencia contra Polonia en la Guerra polaco-soviética, pero derrotada por los polacos, desaparece la República Popular Ucraniana Occidental incorporándose ese territorio a la Segunda República Polaca. A pesar de esta conquista polaca, la República Popular Ucraniana firma una alianza con Polonia para intentar asegurar su supervivencia en el territorio restante, fracasando esto por la firma de la paz por separado entre polacos y soviéticos en la Paz de Riga.

## Antecedentes

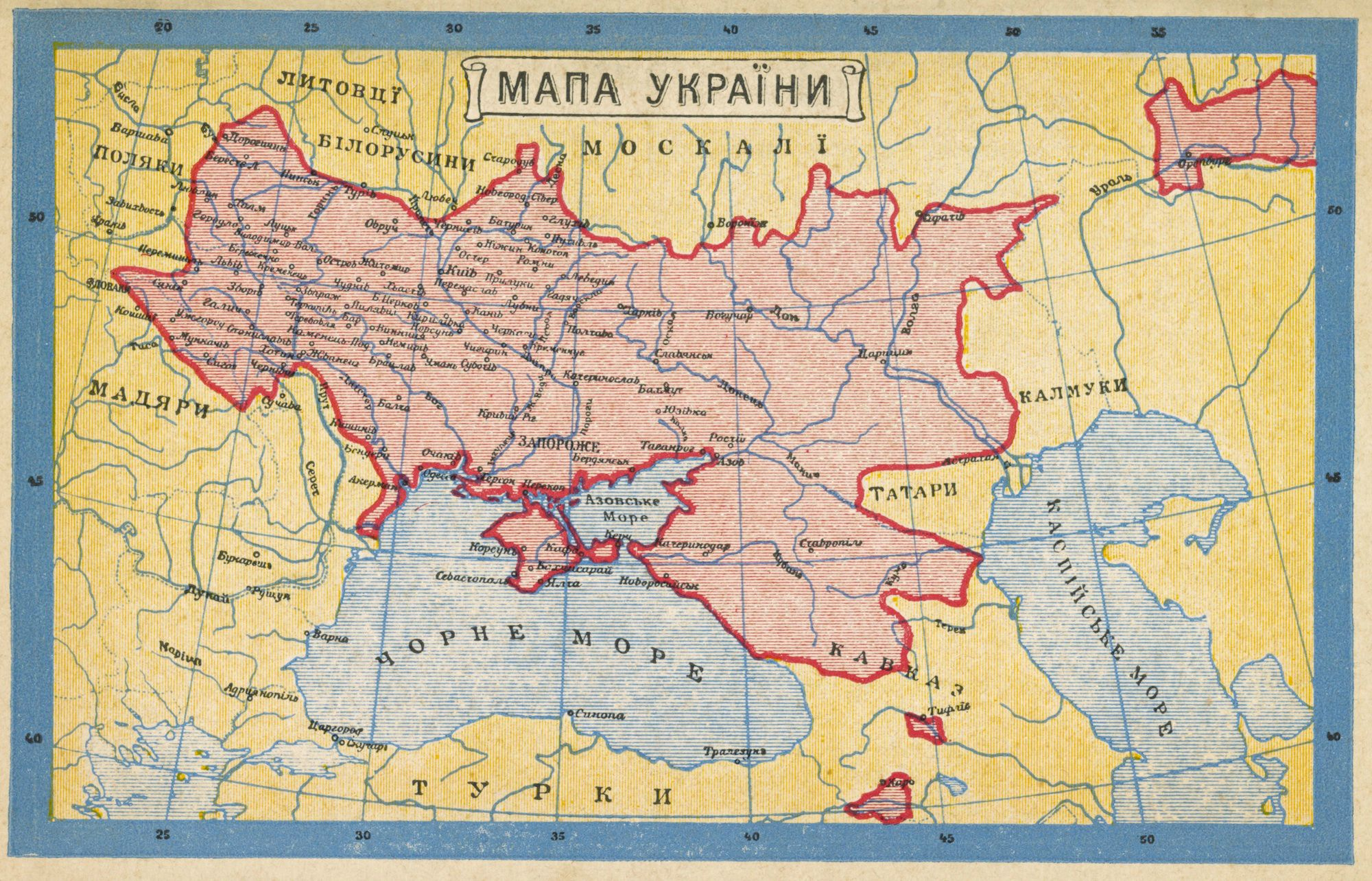
Ucrania según una postal de correos de 1919.

### Zona del Imperio ruso de población ucraniana
Después de la Revolución de Octubre de 1917, y en plena Primera Guerra Mundial, territorios que habían pertenecido al Imperio ruso, incluyendo Ucrania, de pronto se encuentran en un vacío político. Diferentes facciones y varias fuerzas extranjeras luchan por el control del cada vez más caótico periodo de la guerra civil rusa. Los ucranianos en la zona del río Dniéper, así como territorios más al oeste, declaran la República Popular Ucraniana (Ukrayinska Narodna Respúblika)

### Zona del Imperio austrohúngaro de población ucraniana
Después de la disolución del Imperio austrohúngaro, los territorios de Galitzia, poblada por mayoría étnica ucraniana, Transcarpacia, y Bucovina se encuentran en disputa. En esta zona se proclama la República Popular Ucraniana Occidental.

## Zona en conflicto

### Contendientes
Los contendientes que luchan en el territorio poblado por ucraniano en este periodo son:
- Las fuerzas de la República Popular Ucraniana por su independencia
- Las fuerzas de la República Popular Ucraniana Occidental o ejército “Galiziano” por su supervivencia.
- Los ejércitos blancos por la restauración zarista
- Las Fuerzas de la Rusia Soviética y los bolcheviques ucranianos por la instauración del régimen político soviético
- Los anarquistas del Ejército Negro por la liberación de territorios de “todo tipo de poder”.
- Distintas bandas o grupos armados sin una coherencia ideológica definida.
- Las fuerzas de la recién constituida Segunda República Polaca en el marco de su formación territorial nacional
- El ejército de Alemania en el marco de la Primera Guerra Mundial
- El ejército de Rumanía en apoyo a sus reclamaciones territoriales.

Las alianzas y beligerancias entre unos y otros variaban según las circunstancias del momento.

### Resurgir cultural y nacional ucraniano
En este periodo, a pesar de las turbulencias, se manifiesta un resurgir cultural ucraniano, que no gozó de libertad plena en el Imperio austrohúngaro y menos aun en el Imperio ruso.
En el Hetmanato, instalado por los alemanes en 1918 como gobierno títere después de derrocar al gobierno de la República Popular Ucraniana, toma medidas para fomentar la educación y cultura ucraniana. Entre los bolcheviques, la identidad nacional era un tema contradictorio, pero buena parte de los bolcheviques ucranianos comparte la idea de la peculiaridad cultural y lingüística de Ucrania, diferenciada de la rusa, aunque con posterioridad, en las décadas de 1920 y 1930, estos mismos bolcheviques fueron purgados y asesinados por tal motivo.

## Desarrollo del conflicto

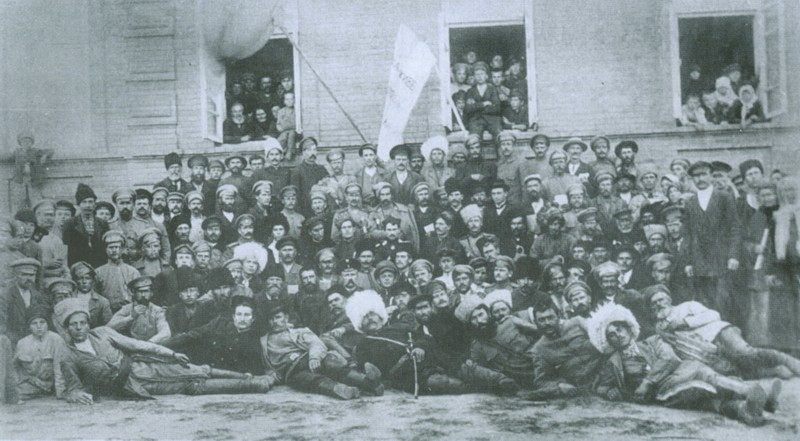
Consejo cosaco, Chiguirín, 1917.

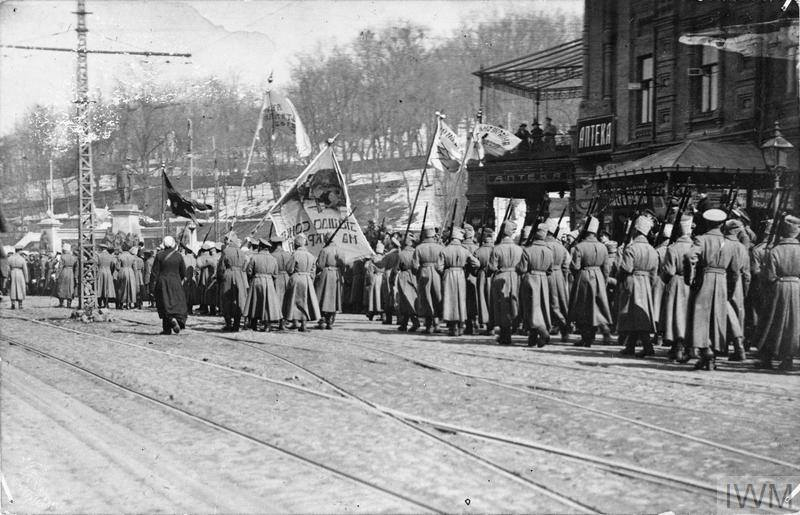
Manifestación del Regimiento Polubótok en Kiev, 16 de marzo de 1917.

El 17 de marzo de 1917, por iniciativa de los progresistas, los representantes de las mayores fuerzas políticas ucranianas formaron un organismo de coordinación conjunto, la Rada Central Ucraniana. El profesor Myjailo Hrushevski fue elegido presidente en ausencia y fue reemplazado temporalmente por Volodýmyr Naúmenko. Una parte importante de los diputados eran miembros del Partido Social-Revolucionario y mencheviques. La Rada Central obtuvo rápidamente el apoyo de una amplia parte de la población y se convirtió en el principal órgano representativo de la nación ucraniana: su primer parlamento. El Congreso Nacional de Ucrania con 700 delegados se celebró en abril, expresando su apoyo a la Rada Central, Myjailo Hrushevski es reelegido presidente; Volodímir Vinnichenko, socialdemócrata y Serhiy Yefrémov, liberal radical, son elegidos diputados. La Rada Central contaba con el apoyo del Congreso Militar de Ucrania, que fue formado por el Comité Militar General de Ucrania con Simon Petliura a su mando. El Gobierno Provisional de Rusia se negó a permitir que Vinnichenko negociara la autonomía, por lo tanto, en junio de 1917, la Rada Central proclamó sus términos en la Primera Proclama Universal y convocó la Asamblea Constituyente Ucraniana, formándose así la Secretaría General, encabezada por Vinnichenko. Tras un acuerdo con el Gobierno provisional ruso, en julio se proclamó la Segunda Proclama Universal, consolidando la autonomía de Ucrania dentro de la República Rusa y los derechos de otros pueblos de Ucrania (polaco, judío y ruso), cuyos órganos representativos enviaron posteriormente delegados a la Rada Central. Los independientes del Regimiento Polubótok, cuya ayuda fue reprimida por las tropas rusas, se opusieron a la Universal, estos, junto a voluntarios de autodefensa territorial se unieron en el movimiento de Cosacos Libres y celebraron un congreso, en el que Pavló Skoropadski fue elegido Hetman. En junio de 1917, el Gobierno provisional ruso intentó implementar planes para una ofensiva en el frente, pero la ofensiva de junio fracasó porque las tropas ya estaban extremadamente desmoralizadas, los sentimientos pacifistas se extendían, la deserción y la nacionalización de las tropas aumentaban.

### República Popular Ucraniana

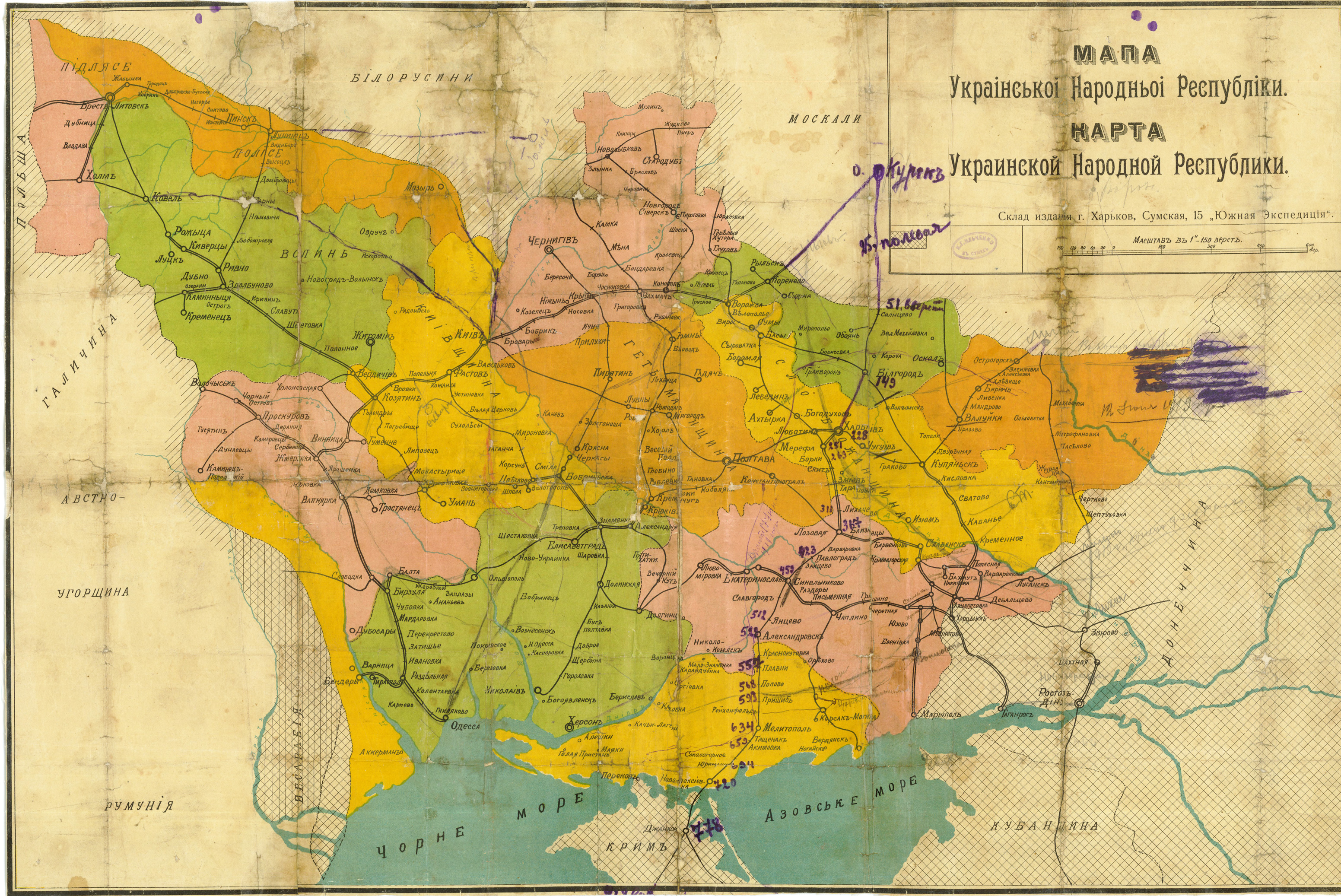
República Popular Ucraniana, enero de 1918.

Territorio reclamado por la República Popular Ucraniana en la Conferencia de Paz de París de 1919.

En octubre de 1917, los bolcheviques lograron rebelarse en Petrogrado y el Segundo Congreso Panruso de los Soviets lo apoyó. Los bolcheviques formaron el Consejo de Comisarios del Pueblo, el gobierno encabezado por Vladímir Lenin. El primer decreto de los bolcheviques, el Decreto sobre la Paz, fue llamado a detener la guerra, y el segundo, el Decreto sobre la Tierra, fue en apoyo de la toma de tierras por parte de los campesinos, que elevó significativamente el prestigio de tal poder. A fines de octubre y principios de noviembre de 1917, los bolcheviques del Dombás tomaron el poder en Lugansk, Makíivka, Górlivka y Kramatorsk.
En Kiev, el 20 de noviembre, la Tercera Proclama Universal decreta la constitución de la República Popular Ucraniana en 9 provincias ucranianas autónoma, formando parte de una federación con la República Rusa. Se declararon promesas socialistas de paz, socialización de la tierra, jornada laboral de 8 horas, autonomía de las minorías nacionales y amnistía para los presos políticos.
El Congreso Panucraniano de los Sóviets en diciembre de 1917 en Kiev, en contraste con el Segundo Congreso Panruso de los Soviets en Petrogrado, no apoyó a los bolcheviques, declarando su apoyo a la Rada Central Ucraniana. 
Luego, el 24 y 25 de diciembre, en su propio congreso en Járkov, los bolcheviques proclamaron la República Popular Ucraniana de los Sóviets y comenzaron una guerra contra la República Popular Ucraniana. Para extender su influencia en las provincias del sur y el río Don, que estaban bajo el control de Kaledin, el gobierno bolchevique creó el Frente Revolucionario del Sur bajo el mando de Vladímir Antónov-Ovséyenko. En enero de 1918, las tropas bolcheviques anunciando un ultimátum a la Rada Central Ucraniana, ocuparon Kiev, donde estalló un levantamiento de trabajadores en la planta del Arsenal. Se lanzaron unidades con capacidad de combate para reprimir el levantamiento, y los defensores inexpertos de Kiev, estudiantes y cadetes fueron derrotados en la batalla cerca de Kruty.
El 22 de enero de 1918, pocos días antes de la retirada de Kiev, la Rada Central proclamó la independencia de Ucrania en la Cuarta Proclama Universal. El 8 de febrero de 1918, el Ejército Rojo tomó Kiev y cometió una masacre en la que murieron 5.000 personas.

### Hetmanato

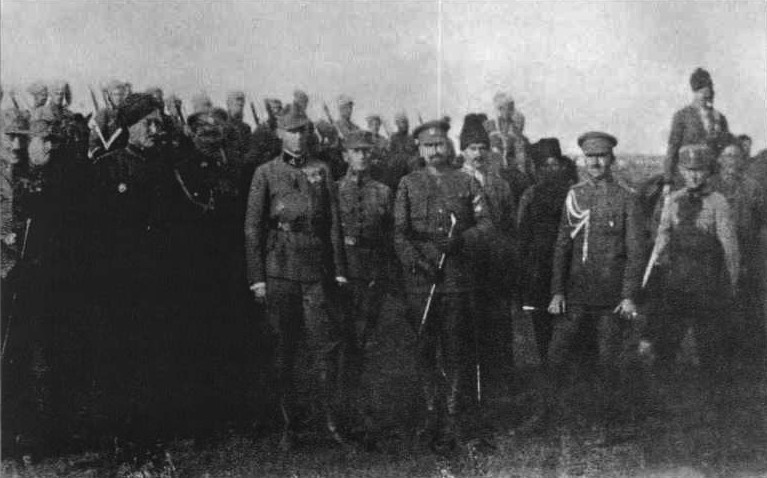
Reunión de Petró Bolbochán con los Fusileros de Sich en Zaporizha.

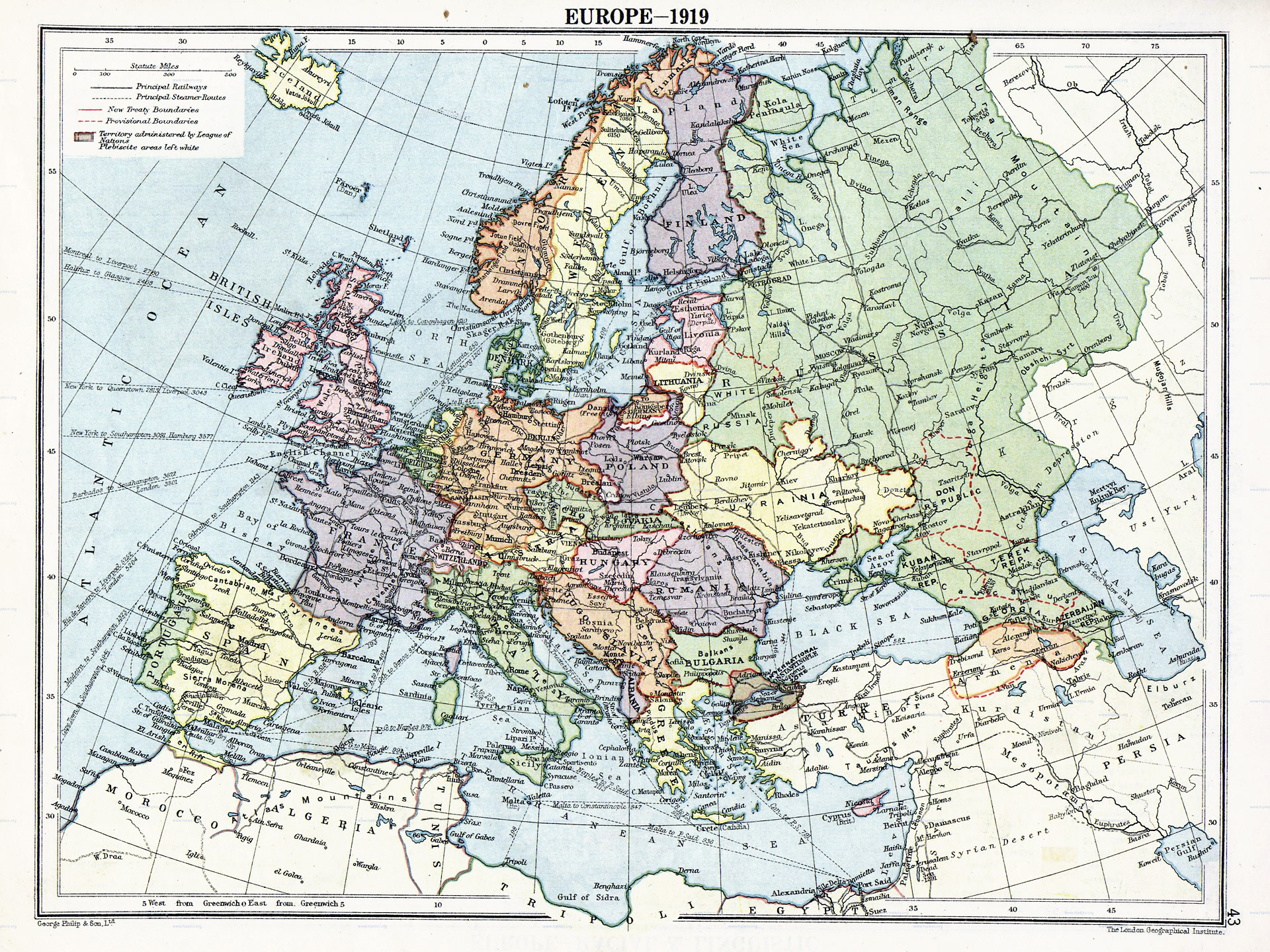
Mapa de Europa de 1919, Ucrania en amarillo.

El día de la adopción de la Cuarta Proclama Universal y la constitución de la República Popular Ucraniana en el congreso de Kiev, las fuerzas monárquicas conservadoras proclamaron el Estado ucraniano, la dictadura militar del Hetman Pavló Skoropadski, un exteniente general del ejército zarista basado en el apoyo militar alemán. Se disolvió la Rada Central y Fédir Lyzogub encabezó el Consejo de Ministros. El Hetman logró restaurar el sistema estatal, normalizar los sistemas financiero y judicial, devolver la propiedad privada de la tierra, abolió la jornada laboral de 8 horas y limitó una serie de derechos civiles, comenzó la ucranización de la vida cultural, fundó la Academia de Ciencias de Ucrania encabezada por Volodímir Vernadski. En junio de 1918, se firmó un tratado de paz con los bolcheviques, pero fracasó el reconocimiento de la Entente. El 11 de noviembre de 1918, terminó la Primera Guerra Mundial, Alemania firmó humillantes términos de paz y sus tropas abandonaron Ucrania, el Hetman tuvo que buscar apoyo externo del Movimiento Blanco y accedió a formar la Federación Panrusa de Naciones.

### Restauración de la república y guerra civil

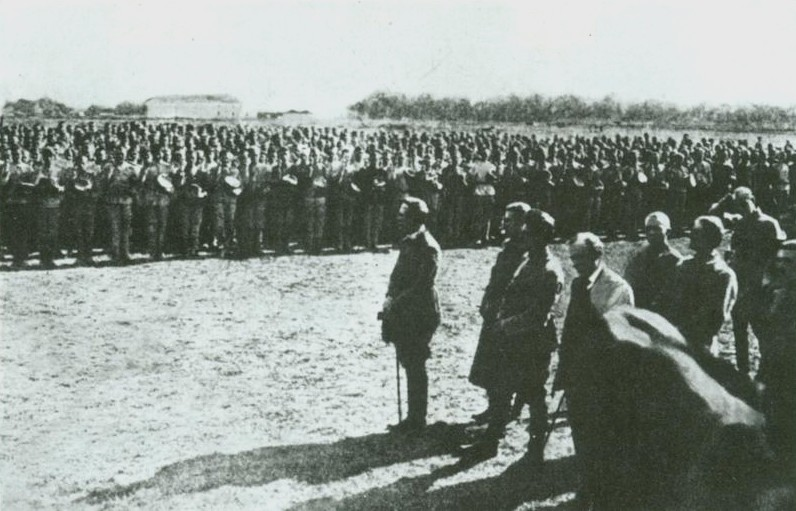
Simon Petliura y Yevhén Konovalets prestan juramento como fusileros del Sich.

El gobierno de Skoropadski, sin el apoyo de Alemania fue derrocado por un levantamiento anti-Hetmanato bajo el mando de Simon Petliura. El 14 de diciembre de 1918, se restableció la República Popular Ucraniana gobernada por el Directorio, encabezado por Volodímir Vinnichenko y Simon Petliura. Petliura consiguió movilizar 100 000 soldados, que derrotaron al ejército de Skoropadski en la batalla de Motovílivka. El 18 de diciembre, el Directorio ocupó Kiev y Skoropadski renunció al poder huyendo a Alemania. En febrero de 1919, bajo los ataques de las unidades del Ejército Rojo, el Directorio abandonó Kiev y se retiró hacia el oeste. En busca de un acuerdo con los aliados, Vinnichenko y varios socialistas abandonan el gobierno.
En marzo de 1919, el Tercer Congreso Panucraniano de los Soviets en Járkov  proclamó la República Soviética de Ucrania, que en diciembre se transformó en la República Socialista Soviética de Ucrania, adoptando la Constitución de Ucrania de 1919 (uk:Конституція Української Соціалістичної Радянської Республіки 1919), basada en la Constitución de la RSFS de Rusia de 1918. Todo el poder se concentra en manos de los delegados a los congresos que se llevan a cabo periódicamente, y en el período entre ellos, el poder se otorga al Comité Ejecutivo Central Panucraniano bajo la presidencia de Grigori Petrovski y Christian Rakovski como primer ministro. A principios de junio, todas las repúblicas soviéticas concluyeron una unión político-militar, se abolió la independencia formal y comenzó la implementación de la política de «comunismo de guerra».
El descontento masivo con el comunismo de guerra se convirtió en levantamientos de la población campesina la mayoría de Yekaterinoslav, en mayo de 1919 fueron dirigidos por el atamán Nikífor Grigóriev. El ejército de voluntarios del movimiento blanco bajo el mando del general Antón Denikin, con la ayuda de las fuerzas de la Entente, expulsó a los bolcheviques del sur, restaurando el antiguo orden zarista. Como resultado de la ofensiva, se ocuparon la región del Dombás, Yekaterinoslav, Járkov y Odesa.
En julio, el Ejército Popular de Ucrania aprovechó esto lanzando una ofensiva y expulsando al Ejército Rojo de Kiev el 30 de agosto de 1919. Poco después se produciría la catástrofe de Kiev, cuando las tropas ucranianas se encontraron en un "triángulo de la muerte" entre polacos, guardias blancos y bolcheviques. El 1 de noviembre de 1919, Petliura y el Directorio de Ucrania parten hacia Varsovia. De diciembre a mayo de 1920, parte de las tropas dirigidas por Myjailo Omelianóvych-Pavlenko continuaron luchando con medios partidistas.
La participación de 40 000 soldados del Ejército Revolucionario Insurgente de Néstor Majnó en el sur de Ucrania, permitió a los bolcheviques lanzar una contraofensiva a principios de diciembre de 1919. Las tropas de la Guardia Blanca bajo el mando de Piotr Wrangel se retiraron y se establecieron en Crimea. En el tercer intento de ocupar Ucrania, los bolcheviques adoptaron consignas nacionales, la independencia de la RSFS de Rusia y el conocimiento obligatorio del idioma ucraniano por parte de todos los miembros del partido. El este del Dombás fue anexado por Rusia «por razones administrativas».

### República Popular Ucraniana Occidental

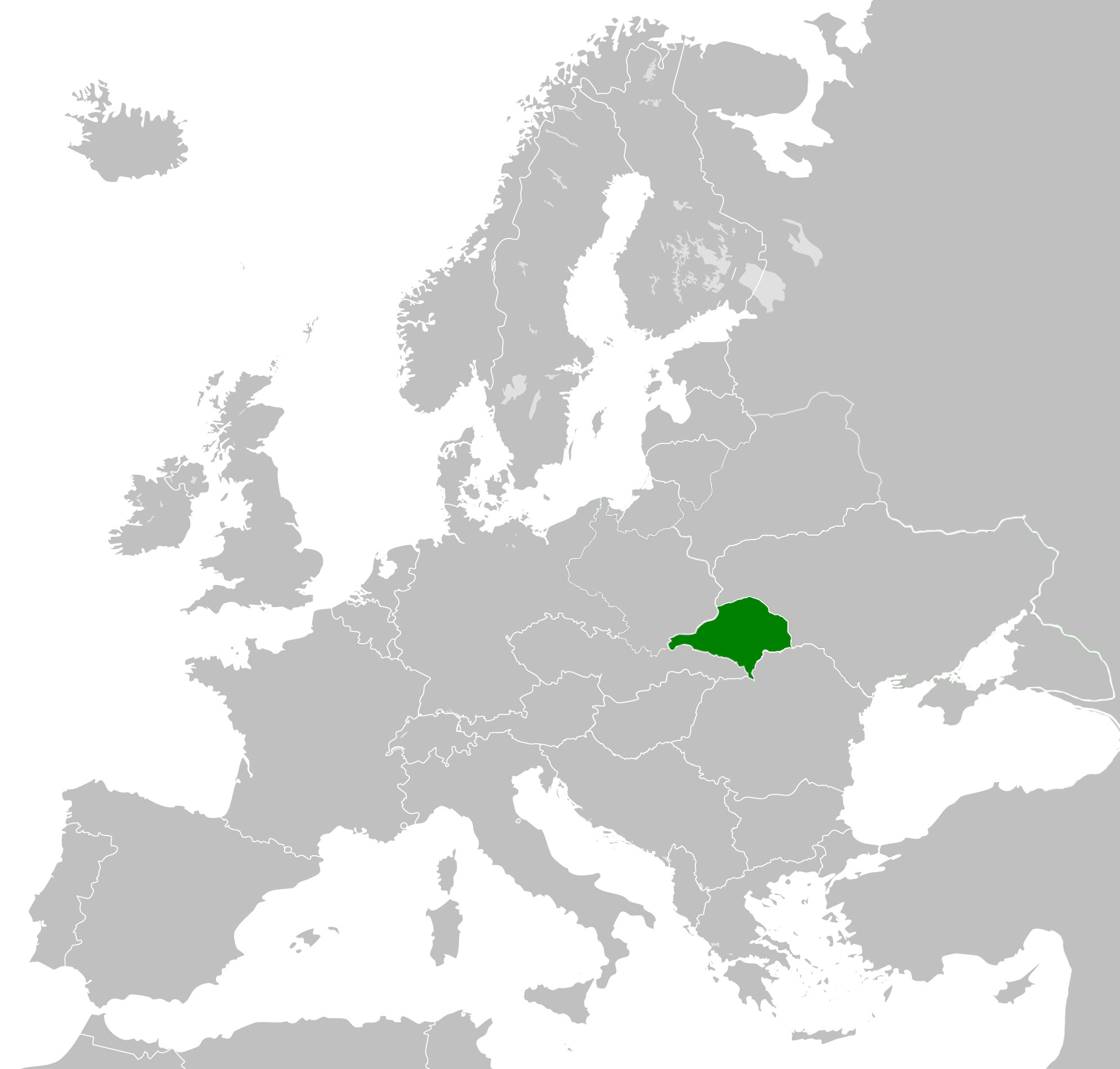
Territorio reclamado por la República.

En el otoño de 1918, los ucranianos de Galitzia formaron el Consejo Nacional de Ucrania y los jóvenes oficiales formaron el Comité Militar Central. El 1 de noviembre de 1918, el ejército ucraniano tomó el poder en Leópolis y el 13 de noviembre proclamó la República Popular Ucraniana Occidental. Yevhén Petrushévich fue nombrado presidente de la República y Kost Levitsky primer ministro. La república logró establecerse, introducir el idioma ucraniano como idioma del Estado, la jornada laboral de 8 horas, la transferencia de tierras a los campesinos, garantizar la autonomía cultural a otros pueblos y celebrar elecciones para formar el gobierno. Pero todo esto tuvo que implementarse en la guerra polaco-ucraniana. El Ejército ucraniano de Galitzia (UGA) se creó sobre la base de los veteranos de la legión de los Fusileros del Sich. El 22 de enero de 1919, el Acta de Unificación de los dos estados ucranianos, la República Popular Ucraniana y la República Popular Ucraniana Occidental, fue proclamada solemnemente en la Plaza de la Catedral de Santa Sofía en Kiev.
Sin embargo, los polacos recuperaron muy rápidamente Leópolis, y en la primavera de 1919, con la ayuda de 60 000 tropas internadas por los polacos franceses del ejército alemán dirigido por el general Haller, lanzaron una ofensiva. El UGA se retiró detrás del río Zbruch y a principios de junio de 1919, Polonia, Rumanía y Checoslovaquia ocuparon casi toda la República Popular Ucraniana Occidental. En junio, el UGA llevó a cabo una exitosa ofensiva de Chortkiv, pero no logró establecerse y retrocedió a Zbruch para unirse a las unidades de la República Popular Ucraniana. Parte de las tropas se encontraron en Checoslovaquia, donde se la conoció como la "Brigada de Ucrania". El 21 de abril de 1920, mediante el Tratado de Varsovia, Polonia y Ucrania acordaron que la frontera discurriera a lo largo del río Zbruch. De acuerdo con la decisión de la Conferencia de Paz de París de la posguerra, se decidió transferir las tierras de Ucrania Occidental a la recién formada Segunda República polaca. En 1923, el gobierno de la República Popular Ucraniana Occidental en el exilio se autoliquidó. Según los términos de las conferencias de paz, Besarabia quedó bajo el dominio de Rumanía y Transcarpacia de Checoslovaquia.

### Guerra polaco-soviética

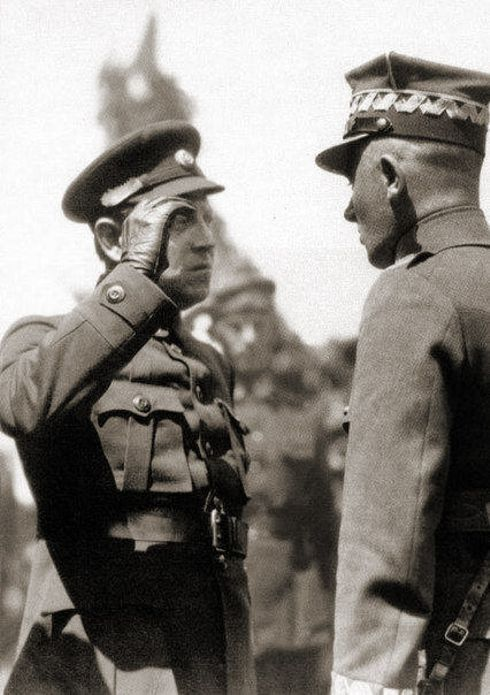
Petliura tras liberar Kiev, 8 de mayo de 1920.

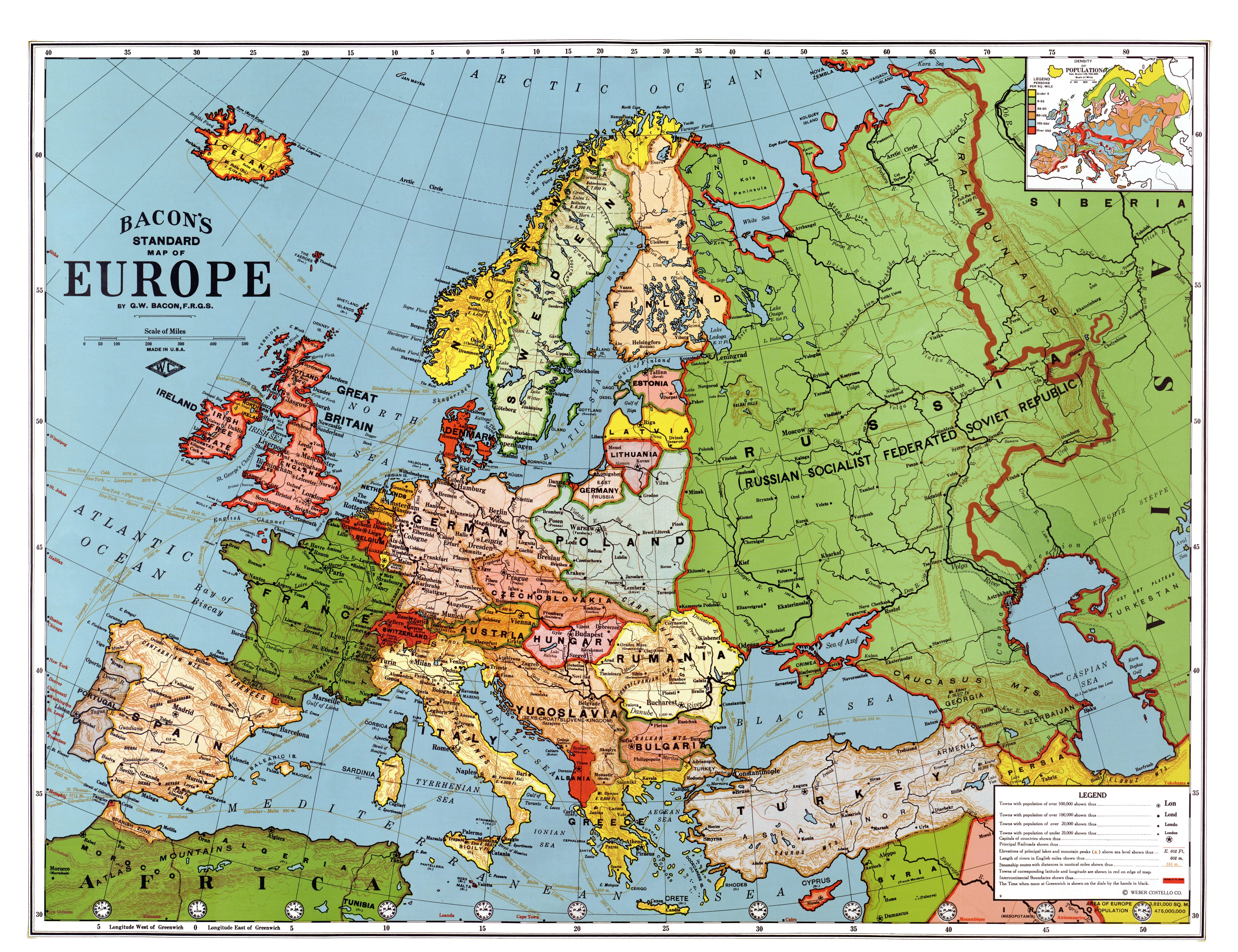
Mapa de Europa en 1923.

En abril de 1920, Petliura logró llegar a un acuerdo en Varsovia con el líder polaco, Józef Pilsudski, sobre una lucha conjunta contra los bolcheviques por el reconocimiento de la frontera polaco-ucraniana a lo largo del río Zbruch, y el 7 de mayo las tropas polaco-ucranianas recuperaron Kiev. Sin embargo, la caballería soviética rápidamente recuperó Kiev y la Ucrania de la Margen Derecha, cruzó la frontera polaca y se acercó a Varsovia. Solo las acciones conjuntas de las tropas polaco-ucranianas en la Batalla de Varsovia en 1920 lograron detener a los bolcheviques y salvar a Polonia de la derrota. Después del armisticio polaco-soviético en octubre-noviembre de 1920, el Ejército Rojo bajo el mando de Mijaíl Frunze, con la ayuda de las tropas de Néstor Majnó, logró irrumpir en Crimea, derrotar a los restos del Ejército Blanco e infligir un «Terror Rojo» masivo en sus oponentes políticos.
En enero de 1921, se firmó el Tratado de Paz de Riga entre la Segunda República Polaca en un lado, y la RSFS de Rusia (y por delegación, la RSS de Bielorrusia) y la RSS de Ucrania por el otro, según el cual Polonia reconocía las fronteras con las tres repúblicas soviéticas, por lo que recibía Volinia y Galitzia. Para la República Popular Ucraniana, esto significó el colapso del Tratado de Varsovia. Unidades del ejército de la república dirigidas por Yuri Tiutiúnik iniciaron la «segunda campaña de Invierno» en noviembre de 1921, pero fueron derrotadas en la Batalla de Bazar. El último gran intento de confrontación armada con los bolcheviques lo realizaron los insurgentes de la República de Jolodnoyarsk en 1922 y la Cabaña Patriótica en 1923.

### Resultado del conflicto
Como resultado, Ucrania queda dividida entre la República Socialista Soviética de Ucrania, Segunda República Polaca (Galitzia occidental y parte de Volinia), la Rutenia Carpática -territorio habitado por ucranianos, encuadrados en Checoslovaquia- y la Bukovina en Rumanía.
La RSS de Ucrania, después de haberse asegurado todo el territorio, en 1922 se une a las Repúblicas Soviéticas de RSFS de Rusia, RSS de Bielorrusia y República Federal Socialista Soviética de Transcaucasia para formar la URSS mediante el Tratado de Creación de la URSS.

## Relaciones étnicas

### Rusos
La República Popular Ucraniana reserva puestos en el gobierno y ministerios para representar a rusos, polacos y judíos. Los rusos, en general estaban a favor de la unión con Rusia, o al menos en contra de la desvinculación entre Ucrania y Rusia, y tuvieron poco interés en participar en la independencia. Los apoyos de esta comunidad podían variar desde:
- El Hetmanato de Skoropadski, principalmente en las clases medias
- El Ejército de Voluntarios (Movimiento Blanco) del general Antón Denikin para restaurar el control ruso en Ucrania, en general entre los terratenientes rurales.
- El campesinado rural no propietario de tierras, apoyando a los revolucionarios bolcheviques por su promesa de repartición de las tierras.
- La República Socialista Soviética de Donetsk-Krivoy Rog, declarada el 18 de febrero de 1918 por los soviets de los obreros mineros.

### Polacos
Los polacos en Ucrania estaban divididos en cuanto su reacción. En 1919-1921, muchos huyeron hacia el oeste durante el periodo de caos y luego bajo el gobierno soviético. Los mismos, al igual que todas las minorías étnicas en Ucrania, con un país limítrofe de su nacionalidad, y una redefinición sangrienta de las fronteras en proceso, no eran propensos a aceptar las propuestas de integración como minoría de la República Popular Ucraniana. En general, se decantaron por la huida, la pasividad o la adopción del “internacionalismo proletario” de los bolcheviques.

### Judíos
Debido a las restricciones históricas a los judíos de la zona a la educación, así como la exclusión de participación política, el Hetmanato sigue con la misma línea tradicional de actuación. 
En cuanto al posicionamiento bolchevique, de “internacionalismo proletario” y ateísmo oficial, atrae a numerosos judíos como modo de emanciparse de la histórica marginación, llegando muchos de ellos a importantes puestos, para posteriormente ser purgados por el renacimiento de los ancestrales prejuicios y persecuciones contra los mismos, que resurgieron inalterados en toda la Unión Soviética. (Véase, por ejemplo, la Noche de los Poetas Asesinados.)
Fueron teóricamente bien recibidos en el Directorio de la República Popular Ucraniana, ya que era un cambio importante respecto a la política tradicional de exclusión. 
Muchos pogromos fueron perpetrados por las fuerzas de Denikin, el Ejército Verde de Nikífor Grigóriev  y por bandas neo Haydamakas, aunque la República Popular Ucraniana bajo Symon Petlura históricamente ha recibido la mayoría de las culpas por ello, sufriendo las relaciones judío-ucranianas inmensamente por culpa de ese periodo.

### Minoría alemana
La minoría alemana de Ucrania permaneció apartada de los diversos gobiernos. Muchos de ellos fueron deportados tanto durante la Primera Guerra Mundial como después durante los bolcheviques, en ambos casos por la sospecha de una potencial simpatía con el enemigo alemán. Muchas aldeas alemanas, especialmente las propiedades de la comunidad Menonita, fueron quemadas por los anarquistas de Néstor Majnó, y sus ocupantes asesinados o huidos. 

### Tártaros
Los tártaros de Crimea, fuera del territorio de los gobiernos ucranianos, declaran su independencia en Bajchisarái en 1917, proclamando la República Popular de Crimea. Tuvieron una buena relación con la República Popular Ucraniana, pero estaban enfrentados a los rusos y ucranianos de Crimea, así como a los bolcheviques, los cuales derriban el gobierno tártaro. Entre 1918 y 1920, Crimea fue ocupada sucesivamente por alemanes, gobierno prorruso de Crimea, la República Popular de Crimea con apoyo tártaro, el Ejército blanco de Antón Denikin y Piotr Wrangel, para luego ser finalmente soviética. En esa época, los soviéticos declaran a los tártaros como contrarrevolucionarios, uniéndose Crimea a la RSFS de Rusia en 1921.

## Lista de gobiernos ucranianos entre 1917 y 1920
- La Rada Central Ucraniana de la República Popular Ucraniana: 17 de marzo de 1917 a 19 de abril de 1918
- Primer Gobierno soviético de Ucrania de la República Popular Ucraniana de los Sóviets: 25 de diciembre de 1917 a marzo de 1918
- Hetmanato del Estado ucraniano: 19 de abril de 1918 a 14 de diciembre de 1918
- Concejo Nacional Ucraniano de la República Nacional de Ucrania Occidental: 18 de octubre de 1918 a 22 de enero de 1919 (de facto, independiente hasta julio de 1919)
- Segundo Gobierno soviético de Ucrania de la República Soviética de Ucrania: 20 de noviembre de 1918 a agosto de 1919
- Directorio de Ucrania de la República Popular Ucraniana: 4 de noviembre de 1918 a 1920
- Comité Revolucionario Panucraniano: abril de 1919 a julio de 1919
- Tercer Gobierno soviético de Ucrania de la República Socialista Soviética de Ucrania: 21 de diciembre de 1919 a 1991
- Los partisanos de la República de Jolodnoyarsk (1919-1922)